# Station Syrynia
Station Syrynia is een spoorwegstation in de Poolse plaats Syrynia.